# Xian de Dancheng
Le xian de Dancheng (郸城县 ; pinyin : Dānchéng Xiàn) est un district administratif de la province du Henan en Chine. Il est placé sous la juridiction de la ville-préfecture de Zhoukou.

## Démographie
La population du district était de 1 254 204 habitants en 1999.